# James Craig (hockey sur glace)
Pour les articles homonymes, voir James Craig.
Temple de la renommée de l'IIHF : 1999
James Downey Craig, dit Jim Craig, (né le 31 mai 1957 à North Easton, dans l'État du Massachusetts aux États-Unis), est un joueur américain de hockey sur glace qui évoluait au poste de gardien de but.

## Biographie

### Carrière

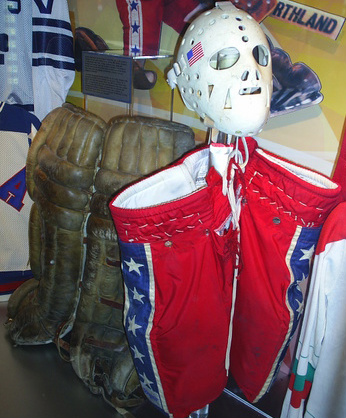
Équipement de Craig

Il dispute 30 matchs dans la Ligue nationale de hockey pour les Flames d'Atlanta, les Bruins de Boston et les North Stars du Minnesota entre 1980 et 1983.
Il est également le gardien de l'équipe des États-Unis lors du miracle sur glace, victoire inespérée contre les soviétiques aux Jeux olympiques de 1980, qui dominent alors le hockey mondial.

### Vie personnelle
Il est président-fondateur et directeur général de sa propre entreprise de société de conseil en relations personnelles et en prise de parole : Gold Medal Strategies, Inc. Il y donne des conférences axées sur le développement organisationnel. 
En 2009, il obtient un bachelor of science en études interdisciplinaires au collège métropolitain de l'université de Boston. 
En juin 2016, il a vendu le masque qu'il portait au cours des Jeux olympiques de 1980 pour un montant de 137 849,16 dollars lors d'une vente aux enchères.

## Statistiques

### En club
| Saison     | Équipe                     | Ligue      |    | Saison régulière | Saison régulière | Saison régulière | Saison régulière | Saison régulière | Saison régulière | Saison régulière | Saison régulière | Saison régulière | Saison régulière |   | Séries éliminatoires | Séries éliminatoires | Séries éliminatoires | Séries éliminatoires | Séries éliminatoires | Séries éliminatoires | Séries éliminatoires | Séries éliminatoires | Séries éliminatoires |
| Saison     | Équipe                     | Ligue      | PJ | V                | D                | Pr/N             | Min              | BC               | Moy              | % Arr            | Bl               | Pun              | PJ               | V | D                    | Min                  | BC                   | Moy                  | % Arr                | Bl                   | Pun                  |                      |                      |
| 1974-1975  | Oliver Ames High School    | High-MA    | 57 | 54               | 2                | 1                | 3 420            | 118              | 2,11             | 0                |                  |                  | -                | - | -                    | -                    | -                    | -                    | -                    | -                    | -                    |                      |                      |
| 1976-1977  | Terriers de Boston         | ECAC       | 27 |                  |                  |                  | 0                |                  |                  | 0                |                  |                  |                  |   |                      |                      |                      |                      |                      |                      |                      |                      |                      |
| 1977-1978  | Terriers de Boston         | ECAC       | 16 | 16               | 0                | 0                | 967              | 60               | 3,72             | 0                | 0                | 6                | 5                | 5 | 0                    | 305                  | 17                   | 3,34                 |                      | 0                    |                      |                      |                      |
| 1978-1979  | Terriers de Boston         | ECAC       | 19 | 13               | 4                | 2                | 1 009            | 60               | 3,57             | 0                | 1                | 4                | 2                | 1 | 1                    | 120                  | 8                    | 4                    |                      | 0                    |                      |                      |                      |
| 1979-1980  | Flames d'Atlanta           | LNH        | 4  | 1                | 2                | 1                | 206              | 13               | 3,79             | 84,1             | 0                | 0                | -                | - | -                    | -                    | -                    | -                    | -                    | -                    | -                    |                      |                      |
| 1980-1981  | Bruins de Boston           | LNH        | 23 | 9                | 7                | 6                | 1 270            | 78               | 3,68             | 86,1             | 0                | 11               | -                | - | -                    | -                    | -                    | -                    | -                    | -                    | -                    |                      |                      |
| 1983-1984  | North Stars du Minnesota   | LNH        | 3  | 1                | 1                | 0                | 110              | 9                | 4,92             | 83,9             | 0                | 0                | -                | - | -                    | -                    | -                    | -                    | -                    | -                    | -                    |                      |                      |
| 1983-1984  | Blades d'Érié              | LAH        | 13 |                  |                  |                  | 742              | 57               | 4,61             | 0                | 0                | 4                | -                | - | -                    | -                    | -                    | -                    | -                    | -                    | -                    |                      |                      |
| 1983-1984  | Golden Eagles de Salt Lake | LCH        | 27 |                  |                  |                  | 1 532            | 108              | 4,23             | 0                | 1                | 18               | 3                |   |                      | 177                  | 12                   | 4,07                 |                      | 0                    |                      |                      |                      |
| Totaux LNH | Totaux LNH                 | Totaux LNH | 30 | 11               | 10               | 7                | 1 586            | 100              | 3,78             | 0                | 0                |                  | -                | - | -                    | -                    | -                    | -                    | -                    | -                    | -                    |                      |                      |

### En équipe nationale
| Saison | Équipe     | Ligue                |   | PJ | V | D | Pr/N | Min | BC   | Moy | % Arr | Bl | Pun           |  | Classement |
| 1979   | États-Unis | Championnat du monde | 5 | 2  | 1 | 2 | 280  | 10  | 2,14 | 0   | 0     |    | 7e place      |  |            |
| 1980   | États-Unis | Jeux olympiques      | 7 | 6  | 0 | 1 | 420  | 15  | 2,14 | 0   | 0     | 6  | Médaille d'or |  |            |

## Récompenses
- Médaille d'or aux Jeux olympiques de 1980
- Membre du Temple de la renommée de l'IIHF

## Publications

### Ouvrage
- Gold medal strategies : business lessons from America's miracle team (avec Don Yaeger), Wiley, 2011, 218 p.